# Springville (Wisconsin)
Springville – miasto w Stanach Zjednoczonych, w stanie Wisconsin, w hrabstwie Adams.